# Anna Šichová
Anna Šichová v Knize narozených Anna Marie Schichova (25. května 1879 Klatovy – 1941) byla česká hudební pedagožka.

## Životopis
Její rodiče byli Antonín Šich zahradník v Klatovech a Anna Šichová-Drozdová. Měla sestru Marii Františku (1875) a bratra Antonína Karla (1883).
Anna byla absolventka klavírní třídy Karla Hoffmeistera z roku 1905, na Pražské konzervatoři vyučovala v letech 1910–1940. V Praze V. bydlela na adrese Maiselova 17.